# Charles Rappo
Charles Rappo właśc. Karl von Rapp (ur. 14 maja 1800 w Innsbrucku, zm. w styczniu 1854 w Moskwie) – austriacki artysta cyrkowy, żongler i akrobata.
Pochodził z rodziny arystokratycznej. W młodości trenował gimnastykę. Kiedy do Innsbrucka przyjechała trupa cyrkowa z Indii zdecydował się porzucić rodzinę i rozpocząć karierę artystyczną. Z zespołem indyjskim występował przez dwa lata. Wobec sprzeciwu rodziny, co do wyboru drogi życiowej, Karl von Rapp zrzekł się tytułu szlacheckiego i przyjął imię Charles Rappo. W 1825 ożenił się w Hamburgu z Josefiną Marcobelli. Wraz z żoną i dwoma pomocnikami założył zespół o nazwie Rappo's Théatre Academique, z którym rozpoczął tournée po Europie.

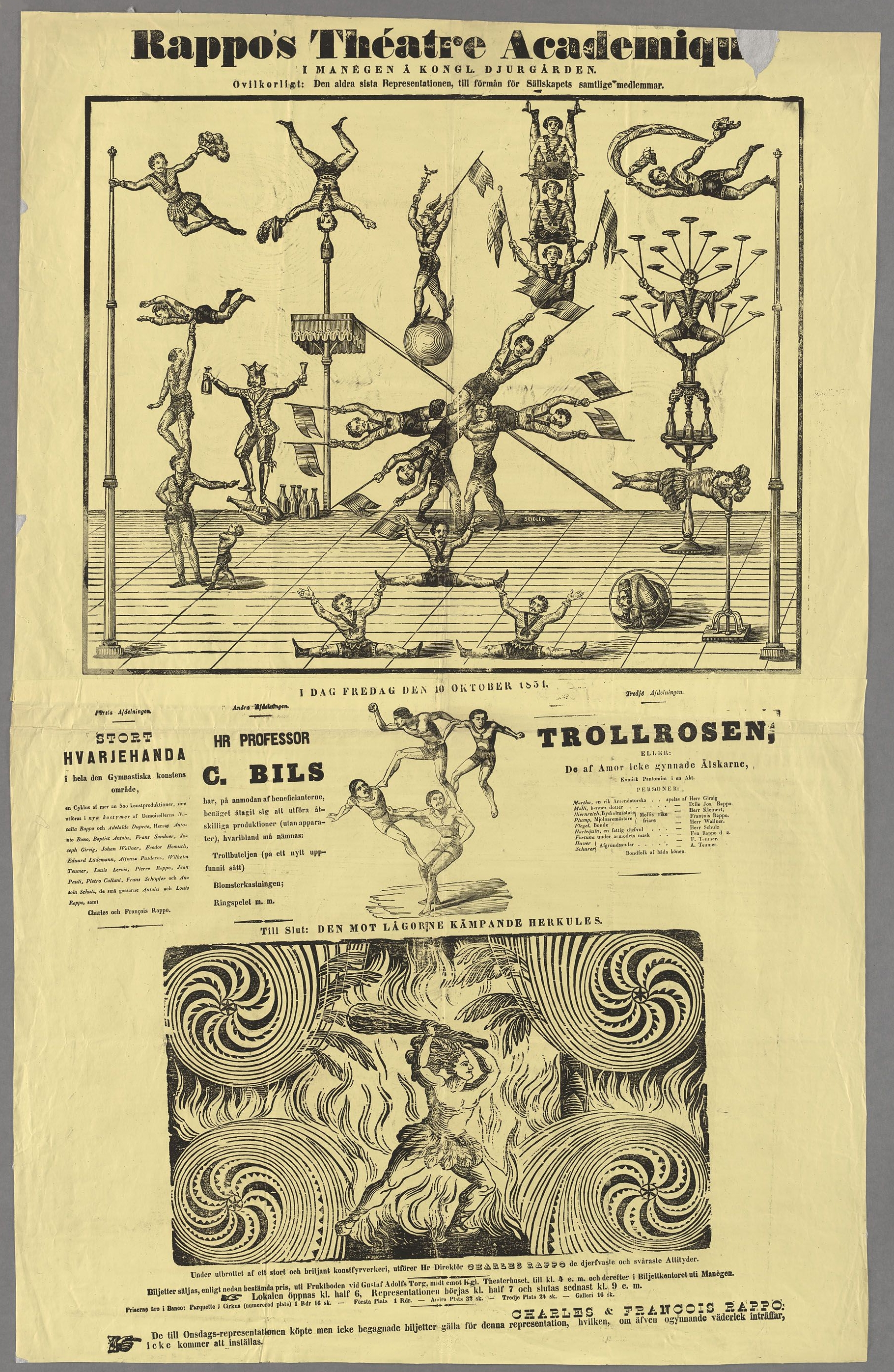
Reklama występu cyrku Rappa

Rappo występował w stroju hinduskim, a jego pokazy były połączeniem gimnastyki, żonglerki i ewolucji na linie. Rappo popisywał się swoją niezwykłą siłą. Potrafił żonglować nożami i piłkami, trzymając na nosie drewniany wspornik z jajkiem na szczycie, a także kilkukilogramowymi kulami armatnimi. W jego programie znalazła się także woltyżerka oraz numer popisowy, jakim był "spacer w powietrzu" - akrobata utrzymywał równowagę stojąc na jednym z ramion kręcącego się 9-metrowego wiatraka. Po sukcesach w Berlinie wyjechał do Rosji, gdzie występował przed obliczem cara Mikołaja I w Petersburgu. W czasie pobytu w Rosji nabawił się tyfusu, który stał się przyczyną jego śmierci.
Ze związku Rappo z Josefiną Marcobelli przyszło na świat troje dzieci (François, Josefina, Peter). Tradycje rodzinne próbował kontynuować jego syn François, ale nie dorównał sławą swojemu ojcu.